# Гийом из Шартра
Гийом из Шартра, или Гильом Шартрский (фр. Guillaume de Chartres; лат. Guillelmus Carnotensis или Guillermi de Carnoto; до 1225 — 1281 или 1282) — французский хронист и проповедник, монах-доминиканец, один из биографов короля Людовика IX Святого.

## Биография
Родился не позже 1225 года в Шартре (совр. департамент Эр и Луар) в семье зажиточных горожан, и, вероятно, получил духовное образование в одном из тамошних монастырей. Его отождествление с учёным священником из Верчелли Гийомом Шартрским, в 1231 году выступавшим в качестве поручителя за обучавшихся там французских студентов, равно как и с полным его тёзкой, служившим в 1235—1250 годах архидиаконом в Пинсере, не получило достаточных доказательств. 
Достоверно известно лишь, что с 1248 года он служил уже при дворе Людовика IX Святого капелланом, получив, вероятно, рекомендацию от врача королевы Робера Дуэ. Во время Седьмого крестового похода входил в ближайшее окружение короля, в 1250 году оказавшись вместе с ним в плену. В марте 1251 года король предоставил доход от ренты двум его сёстрам Марии и Маргарите и их сыновьям. Вернувшись в ноябре 1254 году на родину, он служил настоятелем королевской часовни и каноником в Сен-Кантене.
В феврале 1259 года Людовик назначил его казначеем монастыря Сен-Фрамбур в Санлисе (фр. Collégiale Saint-Frambourg de Senlis), в каковой должности, по его собственным словам, он пребывал в течение пяти с половиной лет. 6 июля 1262 года подписал в качестве свидетеля договор между Людовиком IX и Хайме I Арагонским по случаю бракосочетания принца Филиппа и инфанты Изабеллы. 
В 1264 году вступил в доминиканский орден, поселившись в парижском монастыре Сен-Жак. В 1269—1270 годах принимал участие в подготовке Восьмого крестового похода, присоединившись в качестве королевского духовника к экспедиции в Тунис. В августе 1270 года присутствовал там при смерти Людовика Святого.
В конце августа 1270  года отправлен был Филиппом III Смелым обратно во Францию, вместе с двумя другими монахами, Жоффруа из Больё и францисканцем Жаном де Моном. Все трое доставили в столицу четыре письма, в которых новый король извещал церковные и светские власти о смерти своего отца и подтверждал регентство Матфея Вандомского и Симона Клермон-Нельского. В течение следующих двух с половиной лет оставался в Париже, служа там священником, после чего, вероятно, уехал в Эврё в Нормандии. 
Последним упоминанием о нём является датированное предположительно 1277 годом письмо, которое он написал своему шурину Жилю де ла Шоссе, сообщая, что получил послание от короля Филиппа с просьбой к Матфею Вандомскому принять послушником в аббатство Сен-Дени юного сына Жиля — Матьё. К 1282 году его, вероятно, уже не было в живых, так как он уже не выступал свидетелем на начавшемся тогда процессе канонизации Людовика Святого.

## Сочинения
Между 1273 и 1282 годами, возможно, в 1276-м, Гийом написал «Жизнь и деяния короля Франции Людовика, включая описание совершённых им чудес» (лат. De vita et actibus inclytae recordationis regis Francorum Ludovici et de miraculis), формально служащие продолжением хроники Жоффруа из Больё, но, в отличие от неё, помимо биографии короля, включавший описание посмертных чудес последнего, совершённых в период с октября 1270-го по август 1271 года, а также не имевший деления на главы. 
Декларировав свой труд как дополнение к работе Жоффруа, Гийом указывает для него четыре конкретных темы: «добрые дни правления Людовика», его пленение и заключение, его смерть и совершавшиеся им после неё чудеса. Наибольший интерес для историков представляют сведения Гийома в рамках первой темы, однако немалую ценность имеют и свидетельства автора о пленении короля как очевидца.
Подобно стандартным житиям того времени, «Жизнь и деяния» состоят из двух основных частей: собственно жизнеописания (vita) и описания чудес (miracula). Главы 1–3 содержат метафоры, сравнивающие Людовика с солнцем среди звезд и библейским царем Иосией. Глава 4-я представляет собой описание учреждения Людовиком ежегодной процессии с выносом реликвии тернового венца в Сент-Шапель. Глава 5-я описывает, как царь соблюдал праздники и посты. Большая часть оставшихся разделов посвящена темам, которыми пренебрёг Жоффруа. Главы 6–10 охватывают события Седьмого крестового похода и пленения Людовика в Египте. В главах 12—27 описывается справедливое правление Людовика во Франции, а в главах 37–42 описываются его болезнь и смерть. Главы 43–60 содержат описание семнадцати посмертных чудес покойного короля.
Труд Гийома Шартрского дошёл до нас в одной рукописи с сочинением Жоффруа из Больё, которая три с половиной века хранилась в библиотеке монастыря в Эврё, а ныне находится в собрании Национальной библиотеки Франции под шифром MS lat. 13778. Впервые она напечатана была в 1617 году историком Клодом Менаром вместе с сочинениями Жоффруа из Больё и Жана из Жуанвиля, а в 1666 году переиздана в Париже королевским историографом Франсуа Дюшеном в V томе «Историков Франции» (лат. Historiae Francorum scriptores). Научная публикация её подготовлена была в 1840 году историком-архивистом Пьером Дону и филологом-классиком Жозефом Ноде для 20 тома «Собрания историков Галлии и Франции» (фр. Recueil des historiens des Gaules et de la France), а 1844 году отрывки из неё включены были историком-медиевистом Алексисом Поленом Парисом в сборник подготовленных им к печати мемуаров о Людовике Святом.
Сохранились также три проповеди Гийома, произнесённые им 2 февраля 1273 года в Сен-Лефруа и 12 и 19 февраля того же года в Ла-Мадлен. Рукопись их находится в Национальной библиотеке Франции (MS lat. 16481) и не опубликована до сих пор. В Национальном архиве Франции сохранился также автограф его вышеназванного письма шурину.